# متأهل یک‌ساعته
متأهل یک‌ساعته (انگلیسی: One Hour Married) یک فیلم کمدی صامت کوتاه به کارگردانی جروم استرانگ است که در سال ۱۹۲۷ منتشر شد.

## بازیگران
- میبل نورماند
- کریتن هالی
- جیمز فینلیسون
- کلارنس گلدارت
- نوآ یانگ
- سید کراسلی